# Alisa, das Meermädchen
Alisa, das Meermädchen, auch bekannt als Rusalka – Mermaid (russisch Русалка / Russalka) ist ein russischer Spielfilm aus dem Jahr 2007. Er ist lose an das Märchen Die kleine Meerjungfrau von Hans Christian Andersen angelehnt und spielt im modernen Russland. Regie führte Anna Melikjan. Der Film erzählt die Geschichte von Alisa, einem kleinen Mädchen, um das viele kuriose und skurrile Ereignisse geschehen. Die Optik des Films und seine Erzählweise sind modern und passen zu der eigenen Dynamik des Films.

## Handlung
Alissa ist ein kleines Mädchen, das mit seiner Mutter und Großmutter am Meer lebt. Den Vater hat es nie kennengelernt. Alissa besitzt die wunderbare Fähigkeit, Wünsche in Erfüllung gehen zu lassen. Nach einigen Problemen beschließt sie, nicht mehr zu sprechen, und wird an eine Sonderschule für behinderte Kinder geschickt. Mit fast 18 Jahren wird durch einen Wunsch von ihr, so scheint es, das ganze Dorf von einem Sturm verwüstet und sie verliert ihr Zuhause. Die Familie zieht nach Moskau und Alissa beginnt auf ihre Weise, die Stadt in Besitz zu nehmen. Dabei lernt sie ihren „Traumprinzen“ kennen, einen reichen Geschäftsmann, den sie vor dem Ertrinken rettet, als er sich betrunken das Leben nehmen will.

## Hintergrund
Der Film lief auf zahlreichen Festivals, wurde mehrfach ausgezeichnet und wurde auch auf der Berlinale 2008 gezeigt.

## Rezeption
„Mit ihrem zweiten Spielfilm nach ,Mars‘ (2004) gelang der in Aserbaidschan geborenen Regisseurin Anna Melikian ein fantastisch leichter, melancholischer und komischer Film. In ihrem Kino-Märchen ,Alisa, das Meermädchen‘ verbindet sie den Stoff von Hans Christian Andersens ,kleiner Seejungfrau‘ und Fantasy-Imagination zu einer surrealen Großstadtromanze.“